# Klecewo (powiat sztumski)
Klecewo (niem. Kletzewo) – osada w Polsce położona w województwie pomorskim, w powiecie sztumskim, w gminie Stary Targ przy drodze wojewódzkiej nr 517. Wieś wchodzi w skład sołectwa Kątki.

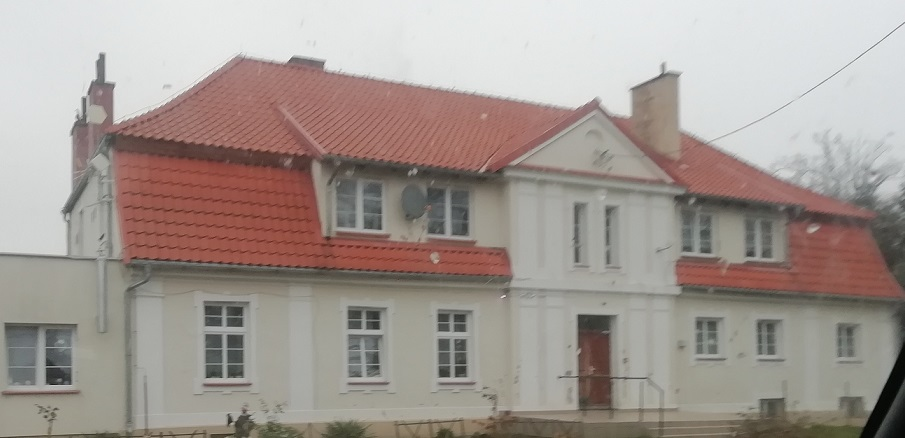
Dwór w Klecewie

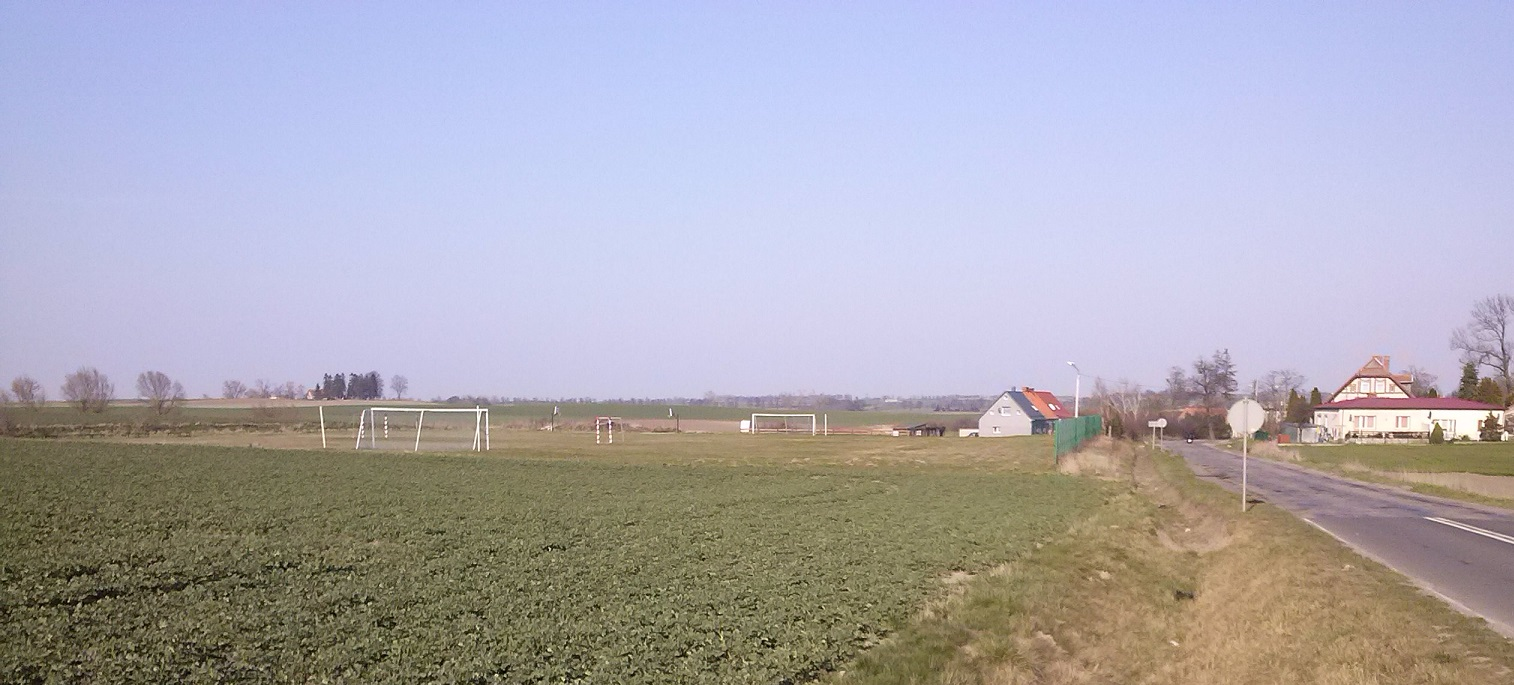
Boisko w Klecewie

Miejscowość została założona ok. 1336, kiedy zakon krzyżacki wydał 15 włók Prusom Wapel i Nadruwe na polu Mantigin znajdującym się w pobliżu niewielkiego jeziora przy strudze Balaw, będącej częścią kanału młyńskiego (Mühlengraben) przekopanego przez hutników malborskich (Ysenbleser). Miejscowość powstała jako osada folwarczna składająca się z dworu, parku oraz budynków gospodarczych i inwentarskich. Na zachód od folwarku istniał niewielki zespół czworaków. Wieś szlachecka położona była w I Rzeczypospolitej w województwie malborskim. W XV wieku pojawiały się nazwy Cleetz i Clecz. W XVII wieku funkcjonowała już nazwa Klecewo, jednak miejscowość nosiła potem także nazwę Klicewa. Przez wiele lat wieś była w posiadaniu Kalksteinów. W XIX wieku liczyła stu kilkudziesięciu mieszkańców.
Dawny układ przestrzenny wsi został zachowany. W Klecewie znajduje się park dworski z pierwszej połowy XIX wieku, wpisany do rejestru zabytków pod numerem rej. A-902 z 4 lutego 1978. Zachowały się także m.in. pałac i spichlerz z końca XIX wieku.
W latach 1945–1975 miejscowość administracyjnie należała do województwa gdańskiego, a w latach 1975–1998 do województwa elbląskiego.